# خوسيه ليون سانشيز
خوسيه ليون سانشيز (بالإسبانية: José León Sánchez)‏ هو كاتب كوستاريكي، ولد في 19 أبريل 1929 في كوستاريكا.